# Marin Mincu
Marin Mincu (* 28. August 1944 in Slatina; † 4. Dezember 2009 in Bukarest) war ein rumänischer Literaturkritiker, Dichter und Literaturwissenschaftler.

## Biografie
Mincu war Literaturkritiker, Autor zahlreicher Fachpublikationen zwischen 1974 und 1994 und Honorarprofessor an den Universitäten Mailand, Turin und Florenz. Aus dieser Zeit stammt auch seine Bekanntschaft mit dem italienischen Schriftsteller Umberto Eco.
Im Juni 1977 hatte er maßgeblichen Einfluss bei der Gründung der Literaturwissenschaftlichen Fakultät an der Universität Ovidius Constanța, deren Dekan er bis 1997 blieb. Anschließend war er als Professor für Literaturwissenschaften an der Universität bis zu seinem Tode tätig. Daneben war er Mitglied des Zentralrates des Rumänischen Schriftstellerverbandes (Uniunii Scriitorilor din România).
Während seiner Lehrtätigkeit beschäftigte er sich unter anderem mit der Avantgarde in der Literatur. Zu seinen bedeutenden Fachbüchern gehören „Avangarda literară românească“ (1983) sowie „Experimentalismul poetic românesc“ (2006). Darüber hinaus war er Herausgeber der Literaturzeitschrift „Pontica“. Sein Gedicht „Eros“ wurde ebenso wie sein Buch „Drehung“ (2002) durch Christian W. Schenk ins Deutsche übersetzt. Weitere Veröffentlichungen waren:
- "Jurnalul lui Dracula", Rom 1992
- "Moartea la Tomis. Jurnalul lui Ovidiu", 2006
- "Intermezzo. Aurora", 2007
- "O panoramă critică a poeziei românești din secolul al XX-lea", 2008

Für seine Verdienste um die Literaturwissenschaften wurde er mehrfach ausgezeichnet und erhielt unter anderem:
- Eugenio-Montale-Preis, Rom 1989
- Carlo-Betocchi-Preis, Piombino 1992
- Herder-Preis, Wien 1996
- Literaturpreis, Bergamo 1998.